# Weiler-Simmerberg
Weiler-Simmerberg är en köping (Markt) i Landkreis Lindau i Regierungsbezirk Schwaben i förbundslandet Bayern i Tyskland.
Köpingen bildades 1 september 1968 genom en sammanslagning av köpingen Simmerberg och kommunen Weiler im Allgäu, Kommunen Ellhofen uppgick 1 januari 1972 i köpingen.